# Magnesiumoxalat
Magnesiumoxalat, MgC2O4, ist das Magnesiumsalz der Oxalsäure.

## Vorkommen
In der Natur kommt es als Glushinskit [Mg(C2O4)·2 H2O] vor. Dieses Mineral bildet sich durch den Einfluss von Flechten, Pilzen und Pflanzen auf magnesiumhaltigen Gesteinen. Es kann dadurch als Biomineral bezeichnet werden. Die bisher gefundenen Kristalle waren sämtlich mikroskopisch klein.

## Herstellung
Magnesiumoxalat kann im Labor aus löslichen Magnesiumverbindungen und Oxalsäure hergestellt werden.

## Eigenschaften
Magnesiumoxalat ist ein farbloses, kristallines Pulver und als Dihydrat erhältlich Die Löslichkeit des Magnesiumoxalats ist bei 20 °C 50-fach höher als die des Calciumoxalates. Es gibt bei Temperaturen oberhalb von 147 °C sein Kristallwasser ab und zersetzt sich ab 397 °C unter Bildung von Magnesiumoxid, Kohlenmonoxid und Kohlendioxid.
Das Dihydrat besitzt eine orthorhombische Kristallstruktur mit der Raumgruppe Fddd (Raumgruppen-Nr. 70) oder P212121 (Nr. 19).